# José-Maria de Heredia
 Der er flere personer med dette navn, se José Maria Heredia.
José-María de Heredia (født 22. november 1842 på Kuba, død 3. oktober 1905 på slottet Bourdonné) var en fransk digter. Han var fætter til José María de Heredia y Campuzano.
Heredia var af spansk herkomst, hørende til en rig planterslægt, og kom som dreng til Frankrig, hvor han fik sin skoleuddannelse. Rig, stolt og frihedselskende helligede han sit liv til digtekunsten.
Heredia blev Leconte de Lisles yndlingselev og er at betragte som den sidste tilhænger af Théophile Gautiers parnassistiske skole med dens stræben efter formens mesterskab i farve og plastik.
Heredia behandler sine vers som en guldsmed sine juveler; han ligesom tilsliber dem i blendende facetter og indfatter dem i ciseleret sølv og guld. Hans spanske blod og tropiske fantasi røber sig i hans stolte og farvestrålende kunst.
Han skrev kun lidt og offentliggjorde i lange tider kun hist og her en sonet eller et fragment. Først over 50 år gammel begyndte han at udgive sine digte: Les trophées (3 bind, 1893 ff., illustreret pragtudgave 1908), blandt hvilke Conquistadores besynger Amerikas erobrere.
Heredia udgav desuden Salut à l'empereur (1896) samt nogle mesterlige oversættelser fra spansk, især af Bernal Díaz del Castillos krønike om Meksikos erobring. I 1895 blev han medlem af Akademiet.